# Donna Brazile

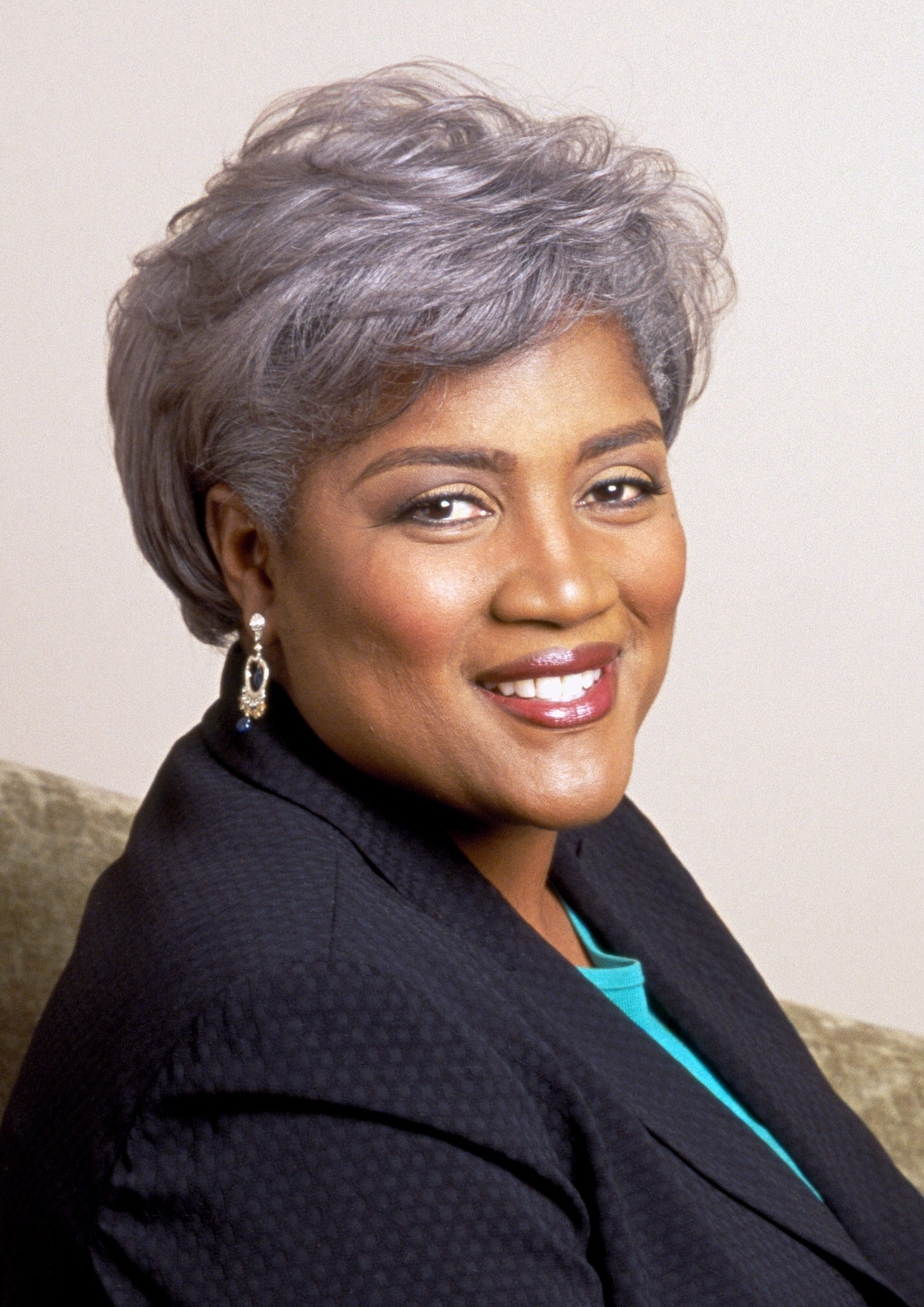
Donna Brazile

Donna Lease Brazile (* 15. Dezember 1959 in Kenner, Louisiana) ist eine US-amerikanische Autorin, politische Analystin und Funktionärin der Demokratischen Partei, die sie zweimal interimistisch leitete.

## Ausbildung
Brazile studierte 1981 und schloss mit einem Bachelor in Arbeitspsychologie an der Louisiana State University ab. Sie konnte dank des Upward Bound Programms studieren. Brazile ist Fellow der Harvard Kennedy School. Anschließend arbeitete sie für verschiedene Anwaltskanzleien in Washington, D.C.

## Politische Tätigkeit
Parallel engagierte sie sich politisch in der Demokratischen Partei und wirkte bei verschiedenen Präsidentschaftskampagnen bei den jeweiligen Vorwahlen mit. In den 1990er Jahren arbeitete Brazile für Eleanor Holmes Norton und leitete deren Büro als offizielle Delegierte des District of Columbia für das Repräsentantenhauses der Vereinigten Staaten. Nachdem sie als Beraterin in den Wahlkämpfen von Bill Clinton um das Präsidentenamt tätig gewesen war, war sie bei der Präsidentschaftswahl in den Vereinigten Staaten 2000 Kampagnenleiterin für den bisherigen Vizepräsidenten Al Gore. Sie war die erste Afro-Amerikanerin, die in einem  US-Hauptwahlkampf als Kampagnenleiterin tätig war. Gore verlor jedoch letztlich gegen George W. Bush. Anschließend wurde ihr die Leitung des Democratic National Committee’s Voting Rights Institute übertragen.
Brazile, die als Delegierte regelmäßig an den Democratic National Conventions teilnimmt, rückte später zur stellvertretenden Vorsitzenden des Democratic National Committee auf. Als solche übernahm sie zweimal interimistisch den Vorsitz: zum ersten Mal im April 2011, nachdem der bisherige Vorsitzende Tim Kaine zurückgetreten war, um sich um einen Platz im Senat der Vereinigten Staaten bewarb. 15 Tage später übernahm Debbie Wasserman Schultz den Posten. Nach deren Rücktritt im April 2016 übernahm Donna Brazile erneut bis Februar 2017 den Vorsitz.

## Analystin und Kommentatorin
Neben ihrer Arbeit bei der Demokratischen Partei ist Brazile eine gefragte Analystin des politischen Betriebs. Sie hält regelmäßig Vorlesungen an diversen Hochschulen und tritt häufig im US-Fernsehen auf. Sie betreibt eine Beratungsfirma, die insbesondere auch Schulungen anbietet.
Brazile war Kommentatorin beim Fernsehsender CNN in den Sendungen The Situation Room und American Morning. Sie tauchte regelmäßig bei CNN Tonight with Don Lemon auf und Anderson Coopers CNN's Election Night Coverage. Die CNN beendete die Zusammenarbeit mit Brazile im Oktober 2016.
Brazile spielte sich in einigen Fernsehsendungen selbst: Im CBS-Drama Good Wife und dem Netflix-Drama House of Cards.

## US-Präsidentschaftswahl 2016
Im Rahmen des Vorwahlkampf zur US-Präsidentschaftswahl 2016 wurde Brazile unlautere Unterstützung Hillary Clintons gegenüber ihrem Mitbewerber Bernie Sanders vorgeworfen. WikiLeaks veröffentlichte E-Mails, in denen Brazile Wahlkampfmitarbeiter Hillary Clintons vorab über Fragen informierte, die in Debatten gestellt würden. Wie Brazile in einer E-Mail vom 11. Oktober 2016 schrieb, habe sie als Mitarbeiterin von CNN frühzeitig Einblick in Fragen. In dieser E-Mail diskutierte Brazile eine Frage zum Thema Todesstrafe, die Clinton am nächsten Tag in ähnlicher Form bei einer von CNN organisierten Debatte gestellt wurde.
Jake Tapper, ein ehemaliger Kollege von Brazile bei CNN, nannte dieses Verhalten „sehr besorgniserregend“ und vom journalistischen Standpunkt her „entsetzlich“. CNN beendete daraufhin die Zusammenarbeit mit Brazile.

## Hörbücher
- 2017: Hacks: The Inside Story of the Break-ins and Breakdowns That Put Donald Trump in the White House (Autorenlesung), Hachette Books, ISBN 978-1-4789-9959-1

## Werke
- 2004: Cooking with grease: stirring the pots in American politics, 2004.